# Уявний час
Уявний час — це поняття квантової механіки, яке використовується в поєднанні квантової механіки та статистичної фізики.
Уявний час складно візуалізувати. Якщо ми уявимо собі «дійсний час» у вигляді лінії, що проходить між «минулим» і «майбутнім», то вісь уявного часу буде проходити перпендикулярно до цієї лінії, абсолютно так само, як вісь уявних чисел проходить перпендикулярно до осі дійсних чисел у теорії комплексних чисел. Слід зазначити, що слова «уявний» і «дійсний» не варто трактувати в їхньому звичайному, побутовому значенні: ці слова означають лише дійсну і уявну частину числа і ніяк не пов'язані з існуванням об'єкта.

## У квантовій механіці
У квантовій механіці уявний час {\displaystyle \tau } виходить із дійсного часу {\displaystyle t} через так званий поворот Віка в комплексній площині на {\displaystyle \pi /2}: {\displaystyle \tau =it.} Можна показати, що за скінченної температурі {\displaystyle T} функція Гріна буде періодичною за уявним часом з періодом {\displaystyle 2\beta ={\cfrac {2}{T}}.} Тому перетворення Фур'є містять тільки дискретний набір частот, який називається набором мацубарівських частот.

## В космології
|                                       | Можливо, варто було б зробити висновок, що так званий уявний час — це насправді є час дійсний, а те, що ми називаємо дійсним часом, — просто плід нашої уяви. В дійсному часі у Всесвіті є початок і кінець, що відповідають сингулярності, які утворюють межу простору-часу і в яких порушуються закони науки. В уявному ж часі немає ні сингулярностей, ні меж. Так що, можливо, саме те, що ми називаємо уявним часом, насправді більш фундаментальне, а те, що ми називаємо часом дійсним, — це якесь суб'єктивне уявлення, що виникло у нас під час спроб описати, яким ми бачимо Всесвіт. Тому не має сенсу питати, що ж реальне — дійсний час чи час уявний? Важливо лише, який з них більше підходить для опису. |
| — Стівен Гокінг, Коротка історія часу | |

Поняття уявного часу також використовується в космології для опису моделі Всесвіту. Варто відзначити, що Стівен Гокінг популяризував ідею уявного часу в своїх книгах, наприклад, в «Короткій історії часу» або «Чорні дірки і молоді всесвіти».
У космології уявний час допомагає «згладити» гравітаційні сингулярності, що усуває низку проблем, оскільки в сингулярностях звичайні закони нашого простору не виконуються. Але за використання уявного часу можна уникнути цих сингулярностей, зробивши їх звичайними точками простору.